# Basler Straße (metrostation)
Basler Straße is een metrostation in de wijk Forstenried van de Duitse stad München. Het station werd geopend op 1 juni 1991 en wordt bediend door lijn U3 van de metro van München.